# Abdulkader al-Badri
Abd al-Qadir al-Badri (Libia, 8 dicembre 1921 – Bengasi, 30 giugno 2003) è stato un politico libico, Primo ministro della Libia dal luglio all'ottobre 1967..